# Supergromada w Koronie Północnej
Supergromada w Koronie Północnej – supergromada galaktyk znajdująca się w gwiazdozbiorze Korony Północnej w odległości 1 miliarda lat świetlnych. Jest to jedna z najbardziej odległych znanych supergromad.
Istnienie supergromady w Koronie Północnej jako pierwszy zasugerował George Abell w latach 50. XX wieku. Pierwsze właściwe badania Supergromady w Koronie Północnej opublikowali w 1988 M. Postman, M. Geller i John Huchra. W swoich badaniach badali oni ruch siedmiu gromad należących do supergromady oraz oszacowali jej masę. 
Najbogatszą gromadą galaktyk w tej supergromadzie jest Abell 2065 (Gromada w Koronie Północnej).
| Nazwa      | Rektascensja (J2000) | Deklinacja (J2000) | Redshift (z) | Odległość w mln ly | Klasa obfitości |
| ---------- | -------------------- | ------------------ | ------------ | ------------------ | --------------- |
| Abell 2005 | 14h 58,7m            | +27° 49′           | 0,0762       | 1025               | 2               |
| Abell 2019 | 15h 03,0m            | +27° 11′           | 0,0795       | 1065               | 0               |
| Abell 2056 | 15h 19,2m            | +28° 16′           | 0,0834       | 1115               | 1               |
| Abell 2061 | 15h 21,3m            | +30° 39′           | 0,0772       | 1035               | 1               |
| Abell 2065 | 15h 22,7m            | +27° 43′           | 0,0714       | 960                | 2               |
| Abell 2067 | 15h 23,2m            | +30° 54′           | 0,0736       | 990                | 1               |
| Abell 2079 | 15h 28,1m            | +28° 53′           | 0,0649       | 875                | 1               |
| Abell 2089 | 15h 32,7m            | +28° 01′           | 0,0720       | 970                | 1               |
| Abell 2092 | 15h 33,3m            | +31° 09′           | 0,0657       | 890                | 1               |
| Abell 2122 | 15h 44,5m            | +36° 08′           | 0,0649       | 875                | 1               |
| Abell 2124 | 15h 45,0m            | +36° 04′           | 0,0649       | 875                | 1               |

Gromady położone w centrum Supergromady w Koronie Północnej kierują się do centrum i w przyszłości utworzą jedną dużą gromadę galaktyk. Przed Supergromadą w Koronie Północnej znajduje się gromada  Abell 2022, która jest gromadą pierwszego planu.
W latach 1997 i 1998 T. Small, C. Ma, W. Sargent i D. Hamilton opublikowali trzy artykuły o Supergromadzie w Koronie Północnej. Zauważyli oni obecność kolejnej supergromady znajdującej się za supergromadą w Koronie Północy w odległości 1,5 miliarda lat świetlnych utworzoną przez gromady Abell 2034, Abell 2049, Abell 2062, Abell 2069 oraz Abell 2083. Uważają oni także, że gromady położone w centrum supergromady w Koronie Północy (Abell 2061, Abell 2065, Abell 2067, Abell 2089 i Abell 2092) kierują się ku sobie i ostatecznie uformują jedną dużą gromadę.